# Forças Armadas da Argentina

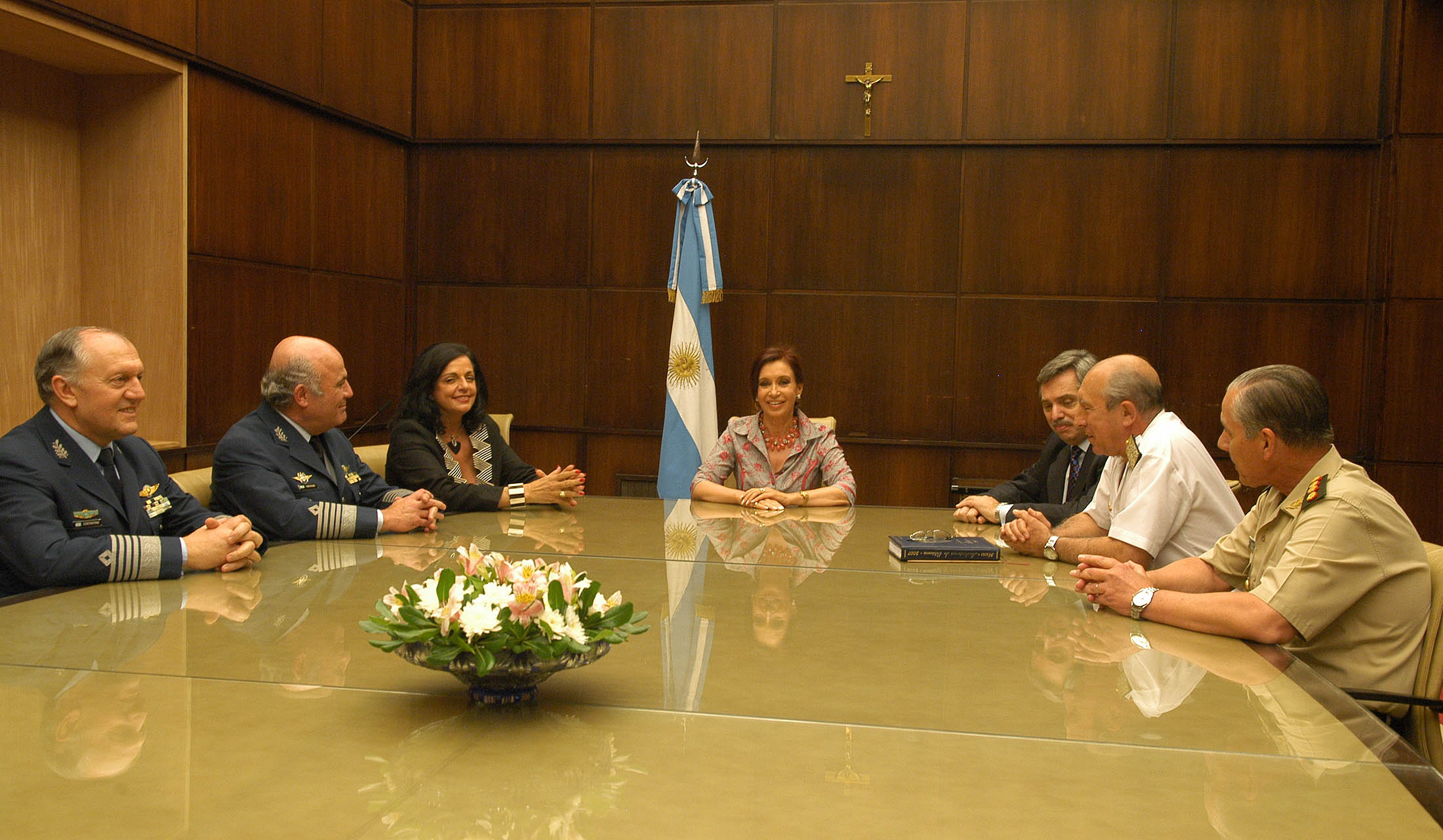
A então presidente Cristina Fernández em uma reunião com o Estado-Maior das forças armadas.

As Forças Armadas da Argentina (em espanhol: Fuerzas Armadas argentinas) são a principal força de combate da República Argentina. O Comandante em chefe é o Presidente da Nação Argentina e seu Ministro da Defesa. Estão compostas pelo Exército, a Marinha e a Força Aérea.
Em 2007, o efetivo da Força Aérea era de 21 569 homens e mulheres. Do total de militares, 2 497 são oficiais, 9 394 são suboficiais e 1 718 são soldados voluntários.
A República Argentina participa de operações de manutenção da paz das Nações Unidas (ONU) desde 1958. A Argentina colabora em mais de dois terços do número total de operações de paz da ONU desde o seu início e organizou mais de 40 000 militares argentinos em todo o mundo.

## Missão
A missão principal das Forças Armadas, nomeadamente da Marinha e da Força Aérea, Exército, é contribuir para a defesa nacional para salvaguardar e garantir permanentemente: 
- a soberania e independência;
- a integridade territorial;
- o direito à autodeterminação;
- a vida e a liberdade dos habitantes;
- e os recursos da Nação.

Também têm missões secundárias, que são as missões de paz da ONU, o desenvolvimento de atividades de cooperação regional e internacional destinadas a prevenir a guerra, e as missões de segurança interna do país nos termos prescritos pela Lei de Segurança Interna.
Uma das atividades mais importantes relacionadas a este assunto são as campanhas antárticas. O Comando Conjunto Antártico assegura a logística e o funcionamento das bases antárticas em apoio à comunidade científica nacional e internacional e na prestação dos serviços e compromissos assumidos pelo Estado argentino.
A República Argentina participa de operações de manutenção da paz da Organização das Nações Unidas (ONU) desde 1958. A Argentina colaborou em mais de dois terços de todas as operações de manutenção da paz da ONU desde seu início e teve mais de 40 000 militares argentinos em todo o mundo.
Em 1995, foi criado o Centro Argentino de Treinamento Conjunto para Operações de Paz (CAECOPAZ) para treinar militares e civis para o desempenho de cargos em operações de manutenção da paz.
As missões de paz da ONU nas quais as forças armadas colaboraram foram em Chipre, Iugoslávia, Kuwait, Bósnia, Líbia e Haiti. De 1999 a 2006, a Argentina manteve suas tropas em Kosovo em operações da KFOR, onde as forças militares argentinas foram integradas a uma brigada italiana.